# Mordella poeciloptera
Mordella poeciloptera là một loài bọ cánh cứng trong họ Mordellidae. Loài này được Lea miêu tả khoa học năm 1929.